# Tunel kolejowy w Bielsku-Białej

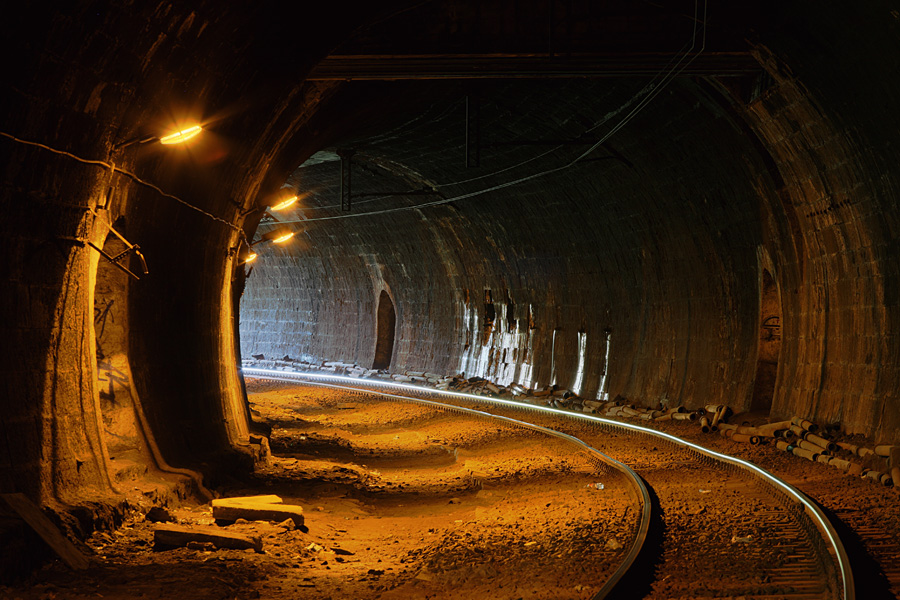
Wnętrze tunelu

Tunel kolejowy w Bielsku-Białej – tunel kolejowy o długości 268 m na linii kolejowej nr 139, biegnący pod fragmentem ścisłego centrum Bielska-Białej – placem przed budynkiem hotelu President, ul. 3 Maja, pl. Chrobrego i ul. Zamkową. 
Od północnego wlotu do połowy długości mieści dwa tory, potem zwęża się do jednego (choć jest miejsce na drugi). Wysokość tunelu wynosi 6 m, jego strop znajduje się 1,5 m pod poziomem jezdni.

## Historia
Tunel powstał metodą drążenia w latach 1876–1877 na budowanej linii kolejowej z Bielska do Żywca. Jego budowę (jak i całej linii) sfinansował w większości arcyksiążę Albrecht Fryderyk Habsburg. Kamień, którego użyto do budowy, pochodził z kamieniołomu z jednej z dzisiejszych podgórskich dzielnic miasta – Straconki. Nie przewidziano wówczas dalszego rozrostu miasta, dlatego też pod koniec XIX w. głębokie wykopy torowiska po obu stronach tunelu stały się poważną przeszkodą w rozwoju przestrzennym (nie powstała wschodnia pierzeja ul. 3 Maja ani nie zagospodarowano obszaru na północ od pl. Teatralnego) czy tworzeniu infrastruktury technicznej. W nocy z 2 na 3 września 1939 r. tunel został wysadzony w powietrze przez polskich saperów z 21 Batalionu Saperów pod dowództwem mjr. M. Orłowskiego (był to jedyny akt zbrojny ze strony Wojska Polskiego w Bielsku-Białej w czasie II wojny światowej). Odbudowę przeprowadzono bardzo szybko i ponowne otwarcie tunelu nastąpiło już kilka tygodni później. W latach 80. XX wieku planowano zbudować drugi tor na całej długości tunelu, jednak inwestycję tę uniemożliwiło istnienie pod nim skanalizowanych w 1860 cieków wodnych – Nipru i Młynówki (konieczne byłoby obniżenie torowiska o blisko metr, aby zmieścić się w skrajni wraz z siecią trakcyjną).
Wieczorem w dniu 4 lutego 2025 roku w tunelu doszło do wykolejenia pociągu Kolei Śląskich relacji Zwardoń-Katowice.